# Каррильо Фуэнтес, Висенте
Висенте Каррильо Фуэнтес (исп. Vicente Carrillo Fuentes, 16 октября 1962, Синалоа) — мексиканский преступник, крупный наркоторговец, глава наркокартеля Хуареса и брат основателя картеля Амадо Каррильо Фуэнтеса. 
Висенте Каррильо входит в 10-ку богатейших преступников в мире (его состояние оценивается в 25 млрд. долларов). Власти предлагали 5 млн. долларов за информацию приведшую бы к аресту или осуждению Висента. В 2005 году Висенте Каррильо Фуэнтес был арестован. В данный момент руководит Картелем из тюрьмы.